# Jean Augier
Pour les articles homonymes, voir Augier.
L'abbé Jean Augier, né le 15 mars 1909 à Paris 18e et mort le 8 avril 1997 à Paris 14e, est un prêtre sulpicien et botaniste français.

## Éléments biographiques
Il fut professeur de botanique à l'Institut catholique de Paris et à l'Université de Yaoundé. On lui doit notamment un herbier des bryophytes du Cameroun où il effectua plusieurs séjours. Ses principaux travaux portent sur les Rhodophyceae et sur les bryophytes.

## Distinctions
En 1967 il reçut le prix de Coincy.

## Sélection de publications
- Constitution et biologie des rhodophycées d'eau douce, imprimerie L. Jean, Gap, 1934
- Les unités naturelles du monde végétal : essai sur la classification, comme terme de la connaissance en biologie, Beauchesne, Paris, 1942
- Introduction à la biologie, impr. de Dumas, Saint-Étienne, 1951
- Flore des bryophytes : morphologie, anatomie, biologie, écologie, distribution géographique, Lechevalier, Paris, 1966
- Cours de botanique, Lechevalier, Paris, 1982 (en collaboration avec Marie-Louise Rubat du Mérac)
- Les monocotylédones, Lechevalier, Paris, 1982 (en collaboration avec Marie-Louise Rubat du Mérac)
- Clés de détermination pour les hépatiques et anthocérotes au Cameroun forestier, Paris, 1985